# Бетмен: Проклятий
Бетмен: Проклятий (англ. Batman: Damned) — обмежена серія коміксів, опублікована DC Comics під своїм імпринтом DC Black Label. Написана Браяном Аззарелло і проілюстрована Лі Бермехо, історія складається з трьох випусків, випуск яких розпочався 19 вересня 2018 року. Хоча сюжет і вважається самостійною історією, проте серія також є продовженням графічного роману «Джокер» (2008 року). У Проклятому Джокер виявляється мертвим, і Бетмен залучається допомогою Джона Костянтина, щоб разом знайти вбивцю.

## Цікаві факти
- Бетмен: Проклятий це перший комікс, який був опублікований під знаком DC Black Label.
- За словами художника Лі Бермеджо, "Проклятий - це квазі-сиквел Джокера, тобто вам не обов'язково читати Джокер, щоб розуміти і насолоджуватися цим романом, але якщо ви читали Джокера, гадаю, ви зрозумієте, що ці дві історії як брат і сестра."[1]
- Оригінальна, друкована версія Batman: Damned #1 - стала першим коміксом, який показав Брюса Вейна повністю голим без цензури.[2] Однак це було відредаговано з появою цифрових копій випуску, і після того DC оголосило про наміри включати тільки цензурну версію у всі майбутні видання коміксів.[3]